# هاوسرویل (پنسیلوانیا)
هاوسرویل (به انگلیسی: Houserville) یک منطقهٔ مسکونی در ایالات متحده آمریکا است که در شهرستان سنتر، پنسیلوانیا واقع شده‌است. هاوسرویل ۲٫۸ کیلومتر مربع مساحت و ۱٬۸۱۴ نفر جمعیت دارد و ۲۹۸٫۷۱ متر بالاتر از سطح دریا واقع شده‌است.